# Mickey Rourke
Philip Andre Rourke, Jr. (n. 16 septembrie 1952) cunoscut ca Mickey Rourke, este un actor, scenarist și fost boxer profesionist american, celebru pentru rolurile sale în filme de acțiune, dramă și thrillere.
Pentru o perioada a părăsit și actoria și a intrat în lumea boxului profesionist. În 2005 însă Rourke și-a făcut din nou apariția pe marile ecrane odată cu rolul Marv din Sin City. Filmul Luptatorul (The Wrestler) i-a adus lui Rourke, după o absență considerabilă și o viață personală tumultoasă, Premiul Golden Globe în 2009 pentru Cel mai bun actor într-o dramă, BAFTA în același an pentru Cea mai bună prestație masculină, același premiu la Festivalul internațional de film din Toronto din 2008 și o nominalizare pentru Oscar, la aceeași categorie.
În 2010 a apărut alături de Sylvester Stallone, Jason Statham, Jet Li, Dolph Lundgren, Eric Roberts, Bruce Willis și Arnold Schwarzenegger în producția regizată de Stallone, The Expendables.

## Filmografie
| An   | Titlu                                | Rol                                                | Regizor(i)                      |                                       |
| ---- | ------------------------------------ | -------------------------------------------------- | ------------------------------- | ------------------------------------- |
| 1979 | 1941                                 | Pvt. Reese                                         | Steven Spielberg                |                                       |
| 1980 | Heaven's Gate                        | Nick Ray                                           | Michael Cimino                  |                                       |
| 1980 | Fade to Black                        | Richie                                             | Vernon Zimmerman                |                                       |
| 1981 | Body Heat                            | Teddy Lewis                                        | Lawrence Kasdan                 |                                       |
| 1982 | Diner                                | Robert 'Boogie' Sheftell                           | Barry Levinson                  |                                       |
| 1983 | Rumble Fish                          | The Motorcycle Boy                                 | Francis Ford Coppola            |                                       |
| 1984 | The Pope of Greenwich Village        | Charlie Moran                                      | Stuart Rosenberg                |                                       |
| 1984 | Eureka                               | Aurelio D'Amato                                    | Nicolas Roeg                    |                                       |
| 1985 | Year of the Dragon                   | Captain Stanley White                              | Michael Cimino                  |                                       |
| 1986 | 9½ Weeks                             | John Gray                                          | Adrian Lyne                     |                                       |
| 1987 | Angel Heart                          | Harold R. "Harry" Angel                            | Alan Parker                     |                                       |
| 1987 | Barfly                               | Henry Chinaski                                     | Barbet Schroeder                |                                       |
| 1987 | A Prayer for the Dying               | Martin Fallon                                      | Mike Hodges                     |                                       |
| 1988 | Homeboy                              | Johnny Walker                                      | Michael Seresin                 |                                       |
| 1989 | Francesco                            | Francesco                                          | Liliana Cavani                  |                                       |
| 1989 | Johnny Handsome                      | John Sedley a.k.a. Johnny Handsome/Johnny Mitchell | Walter Hill                     |                                       |
| 1990 | Wild Orchid                          | James Wheeler                                      | Zalman King                     |                                       |
| 1990 | Desperate Hours                      | Michael Bosworth                                   | Michael Cimino                  |                                       |
| 1991 | Harley Davidson and the Marlboro Man | Harley Davidson                                    | Simon Wincer                    |                                       |
| 1992 | White Sands                          | Gorman Lennox                                      | Roger Donaldson                 |                                       |
| 1993 | The Last Outlaw                      | Graff                                              | Geoff Murphy                    |                                       |
| 1994 | F.T.W.                               | Frank T. Wells                                     | Michael Karbelnikoff            |                                       |
| 1995 | Fall Time                            | Florence                                           | Paul W. Warner                  |                                       |
| 1996 | Bullet                               | Butch 'Bullet' Stein                               | Julien Temple                   |                                       |
| 1997 | Double Team                          | Stavros                                            | Tsui Hark                       |                                       |
| 1997 | Another 9½ Weeks                     | John Gray                                          | Anne Goursaud                   |                                       |
| 1997 | Omul care aduce ploaia               | J. Lyman "Bruiser" Stone                           | Francis Ford Coppola            |                                       |
| 1998 | Buffalo ’66                          | The Bookie                                         | Vincent Gallo                   |                                       |
| 1998 | Thursday                             | Detective Kasarov                                  | Skip Woods                      |                                       |
| 1998 | Point Blank                          | Rudy Ray                                           | Matt Earl Beesley               |                                       |
| 1999 | Cousin Joey                          | One of the brothers                                | Sante D'Orazio                  |                                       |
| 1999 | Shades                               | Paul S. Sullivan                                   | Erik Van Looy                   |                                       |
| 2000 | Animal Factory                       | Jan the Actress                                    | Steve Buscemi                   |                                       |
| 2000 | Get Carter                           | Cyrus Paice                                        | Stephen Kay                     |                                       |
| 2001 | The Pledge                           | Jim Olstad                                         | Sean Penn                       |                                       |
| 2001 | The Hire: The Follow                 | Husband (short film)                               | Kar Wai Wong                    |                                       |
| 2001 | Picture Claire                       | Eddie                                              | Bruce McDonald                  |                                       |
| 2002 | Spun                                 | The Cook                                           | Jonas Åkerlund                  |                                       |
| 2003 | Masked and Anonymous                 | Edmund                                             | Larry Charles                   |                                       |
| 2003 | Once Upon a Time in Mexico           | Billy Chambers                                     | Robert Rodriguez                |                                       |
| 2004 | Man on Fire                          | Jordan Kalfus                                      | Tony Scott                      |                                       |
| 2005 | Sin City                             | Marv                                               | Robert Rodriguez & Frank Miller |                                       |
| 2005 | Domino                               | Ed Mosbey                                          | Tony Scott                      |                                       |
| 2006 | Stormbreaker                         | Darrius Sayle                                      | Geoffrey Sax                    |                                       |
| 2008 | The Wrestler                         | Randy "Ram" Robinson                               | Darren Aronofsky                |                                       |
| 2009 | Killshot                             | Armand "The Blackbird" Degas                       | John Madden                     |                                       |
| 2009 | The Informers                        | Peter                                              | Gregor Jordan                   |                                       |
| 2010 | 13                                   | Jefferson                                          | Géla Babluani                   |                                       |
| 2010 | Iron Man 2                           | Ivan Vanko/Whiplash                                | Jon Favreau                     |                                       |
| 2010 | The Expendables                      | Tool                                               | Sylvester Stallone              |                                       |
| 2010 | Passion Play                         | Nate Granzini                                      | Mitch Glazer                    |                                       |
| 2011 | Black Gold                           | Tom Hudson                                         | Jeta Amata                      |                                       |
| 2011 | Immortals                            | King Hyperion                                      | Tarsem Singh                    |                                       |
| 2012 | Black November                       | Tom Hudson                                         | Jeta Amata                      |                                       |
| 2013 | Java Heat                            | Malik                                              | Conor Allyn                     |                                       |
| 2013 | Generation Iron                      | Himself                                            | Vlad Yudin                      |                                       |
| 2014 | Sin City: A Dame to Kill For         | Marv                                               | Robert Rodriguez & Frank Miller |                                       |
| 2015 | Ashby                                | Ashby Holt                                         | Tony McNamara                   |                                       |
| 2015 | Skin Traffik                         | Vogal                                              | Ara Paiaya                      | Direct-to-DVD                         |
| 2015 | War Pigs                             | Major A.J. Redding                                 | Ryan Little                     | Direct-to-DVD                         |
| 2015 | Blunt Force Trauma                   | Zorringer                                          | Ken Sanzel                      | Direct-to-DVD                         |
| 2016 | Swap                                 | Professor Clarence Peterson                        | Timothy Woodward Jr.            | Direct-to-DVD                         |
| 2018 | Tiger                                | Frank Donovan                                      | Alister Grierson                |                                       |
| 2018 | Nightmare Cinema                     | The Projectionist                                  | Mick Garris                     | Also co-executive producer            |
| 2018 | Bob Lazar: Area 51 & Flying Saucers  | Narrator                                           | Jeremy Corbell                  | Voice Documentary                     |
| 2019 | Berlin, I Love You                   | Jim                                                | Til Schweiger                   | Segment: "Love is in the Air"         |
| 2019 | Night Walk                           | Gary                                               | Aziz Tazi                       |                                       |
| 2020 | Adverse                              | Kaden                                              | Brian Metcalf                   |                                       |
| 2020 | Girl                                 | Sheriff                                            | Chad Faust                      |                                       |
| 2020 | The Legion                           | General Corbulo                                    | José Magán                      | Direct-to-DVD                         |
| 2021 | Take Back                            | Patrick / Jack                                     | Christian Sesma                 | Direct-to-DVD Also executive producer |
| 2021 | Man of God                           | Paralyzed Man                                      | Yelena Popovic                  |                                       |
| 2022 | The Commando                         | Johnny                                             | Asif Akbar                      | Direct-to-DVD Also executive producer |
| 2022 | Warhunt                              | Major Johnson                                      | Mauro Borrelli                  |                                       |
| 2022 | Section Eight                        | Earl Atherton                                      | Christian Sesma                 |                                       |
| 2023 | Hunt Club                            | Virgil                                             | Elizabeth Blake-Thomas          |                                       |
| 2023 | The Palace                           | Bill Crush                                         | Roman Polanski                  |                                       |
| 2023 | Replica                              | TBA                                                | Paul Tully                      |                                       |
| 2023 | 21 Rubies                            | TBA                                                | Ciprian Mega                    |                                       |
| TBA  | Murder at Hollow Creek               | Ruslan Petrovic                                    | David Lipper                    |                                       |
| TBA  | The Wheels of Heaven                 | Reverend Beau Jackson                              | Ben Charles Edwards             |                                       |
| TBA  | Not Another Church Movie             | The Devil                                          | Jimmy Cummings Johnny Mack      |                                       |
| TBA  | Jade                                 | Turk                                               | James Bamford                   |                                       |
| TBA  | 3 Days Rising                        | Willy T                                            | Craig Cukrowski                 | Post-production                       |
| TBA  | A Walking Miracle                    | Jack                                               | Daniel Baldwin                  | Post-production                       |
| TBA  | Hollywood Heist                      | TBA                                                | Mike Hatton                     | Post-production                       |
| TBA  | Ave U                                | Uno                                                | Gino Donatelli                  | Post-production                       |

| An   | Titlu                               | Rol                 | Regizor                 |
| ---- | ----------------------------------- | ------------------- | ----------------------- |
| 1980 | City in Fear                        | Tony Pate           | Alan Smithee Jud Taylor |
| 1980 | Act of Love                         | Joseph Cybulkowski  | Jud Taylor              |
| 1980 | Rape and Marriage: The Rideout Case | John Rideout        | Peter Levin             |
| 1981 | Hardcase                            | Perk Dawson         | Lee H. Katzin           |
| 1994 | The Last Outlaw                     | Graff               | Geoff Murphy            |
| 1998 | Thicker Than Blood                  | Father Frank Larkin | Richard Pearce          |

| An   | Titlu                           | Rol            | Regizor                        |
| ---- | ------------------------------- | -------------- | ------------------------------ |
| 1996 | Exit in Red                     | Ed Altman      | Yurek Bogayevicz               |
| 1997 | Love in Paris: Another 9½ Weeks | John Gray      | Anne Goursaud                  |
| 1998 | Point Blank                     | Rudy Ray       | Matt Earl Beesley              |
| 1999 | Out in Fifty                    | Jack Bracken   | Scott Leet Christopher Bojesse |
| 1999 | Shergar                         | Gavin O'Rourke | Denis C. Lewiston              |
| 2001 | They Crawl                      | Tiny Frakes    | John Allardice                 |
| 2012 | The Courier                     | Maxwell        | Hany Abu-Assad                 |
| 2013 | Dead in Tombstone               | Satan          | Roel Reiné                     |

| An   | Titlu   | Funcție                      |
| ---- | ------- | ---------------------------- |
| 1988 | Homeboy | scenariu                     |
| 1994 | F.T.W.  | povestea                     |
| 1995 | Bullet  | scenariu, supervisor muzical |

## Premii
| An   | Premiu                                      | Nominalizare             | Film            | Rezultat     |
| ---- | ------------------------------------------- | ------------------------ | --------------- | ------------ |
| 1983 | Boston Society of Film Critics Award        | Best Supporting Actor    | Diner           | Câștigat     |
| 1983 | National Society of Film Critics            | Best Supporting Actor    | Diner           | Câștigat     |
| 1988 | Independent Spirit Awards                   | Best Actor               | Barfly          | Nominalizare |
| 1991 | Razzie Award                                | Worst Actor              | Desperate Hours | Nominalizare |
| 1991 | Razzie Award                                | Worst Actor              | Wild Orchid     | Nominalizare |
| 2006 | Saturn Award                                | Best Supporting Actor    | Sin City        | Câștigat     |
| 2006 | Chicago Film Critics Association            | Best Supporting Actor    | Sin City        | Câștigat     |
| 2006 | Irish Film and Television Awards            | Best International Actor | Sin City        | Câștigat     |
| 2006 | Online Film Critics Society                 | Best Supporting Actor    | Sin City        | Câștigat     |
| 2006 | Satellite Award                             | Best Supporting Actor    | Sin City        | Nominalizare |
| 2006 | Washington DC Area Film Critics Association | Best Ensemble            | Sin City        | Nominalizare |
| 2006 | Critics' Choice Award                       | Best Ensemble            | Sin City        | Nominalizare |
| 2008 | Golden Orange Award                         | Honorary Award           |                 | Câștigat     |
| 2008 | Satellite Awards                            | Best Actor – Drama       | The Wrestler    | Nominalizare |
| 2008 | Washington D.C. Area Film Critics           | Best Actor               | The Wrestler    | Câștigat     |
| 2008 | San Francisco Film Critics                  | Best Actor               | The Wrestler    | Câștigat     |
| 2008 | Broadcast Film Critics                      | Best Actor               | The Wrestler    | Nominalizare |
| 2008 | San Diego Film Critics Society              | Best Actor               | The Wrestler    | Câștigat     |
| 2008 | Toronto Film Critics Association            | Best Actor               | The Wrestler    | Câștigat     |
| 2008 | Chicago Film Critics Association            | Best Actor               | The Wrestler    | Câștigat     |
| 2008 | Florida Film Critics Circle                 | Best Actor               | The Wrestler    | Câștigat     |
| 2008 | Detroit Film Critics Society                | Best Actor               | The Wrestler    | Câștigat     |
| 2009 | Golden Globe Award                          | Best Actor – Drama       | The Wrestler    | Câștigat     |
| 2009 | Independent Spirit Award                    | Best Male Lead           | The Wrestler    | Câștigat     |
| 2009 | BAFTA Award                                 | Best Actor               | The Wrestler    | Câștigat     |
| 2009 | Academy Awards                              | Best Actor               | The Wrestler    | Nominalizare |
| 2009 | Screen Actors Guild Awards                  | Best Actor               | The Wrestler    | Nominalizare |
| 2009 | Santa Barbara International Film Festival   | Riviera Award            | The Wrestler    | Câștigat     |
| 2010 | Scream Awards                               | Best Villain             | Iron Man 2      | Câștigat     |
| 2011 | MTV Movie Awards                            | Best Villain             | Iron Man 2      | Nominalizare |

## Aprecieri critice

### Rotten Tomatoes
| Poziție | Titlu                         | %   |
| ------- | ----------------------------- | --- |
| 1       | The Wrestler                  | 98% |
| 2       | Body Heat                     | 97% |
| 3       | Diner                         | 96% |
| 4       | The Pope of Greenwich Village | 89% |
| 5       | The Rainmaker                 | 88% |
| 6       | Animal Factory                | 83% |
| 7       | Barfly                        | 80% |
| 8       | Sin City                      | 77% |
| 9       | Buffalo '66                   | 77% |
| 10      | The Pledge                    | 77% |
| 11      | Angel Heart                   | 76% |
| 12      | Iron Man 2                    | 74% |
| 13      | Rumble Fish                   | 71% |
| 14      | Once Upon a Time in Mexico    | 68% |
| 15      | A Prayer for the Dying        | 63% |
| 16      | 9½ Weeks                      | 62% |
| 17      | Year of the Dragon            | 60% |

| Poziție | Titlu              | /100 |
| ------- | ------------------ | ---- |
| 1       | Diner              | 86   |
| 2       | The Wrestler       | 81   |
| 3       | Body Heat          | 78   |
| 4       | The Rainmaker      | 72   |
| 5       | The Pledge         | 71   |
| 6       | Buffalo '66        | 68   |
| 7       | The Animal Factory | 65   |
| 8       | Rumble Fish        | 63   |